# Büyük Hamam
Büyük Hamam (grško Μπουγιούκ Χαμάμ Mpougioúk Chamám) je turška kopel v četrti Iplik Bazar–Korkut Efendi v Severni Nikoziji. Stoji blizu mošeje İplik Pazarı. Zaradi dviga tal okoliških območij sčasoma so zdaj njena vrata približno 2 metra pod nivojem tal, kopalniške sobe pa 3 metre nižje.

## Zgodovina
Na mestu kopališča je bila od leta 1306 do 1309 zgrajena lusignanska cerkev sv. Jurija, ki so jo odprli z velikim praznovanjem. Cerkev je bila prizorišče dveh pomembnih dogodkov v 14. stoletju. 10. novembra 1330 je Nikozijo prizadela poplava reke Pedieos, ki je nato tekla znotraj mestnega obzidja. Poplava je povzročila smrt 3000 ljudi, kraj, kjer je reka narasla, pa je še vedno označen z žebljem iz Lusignanskega obdobja. 17. januarja 1369 je bila cerkev prizorišče zarote, ko so nekateri vitezi načrtovali zaroto, da bi ubili ciprskega kralja Petra I. Po besedah Kevorka Keshishiana je cerkev stala v neposredni bližini kraljeve palače in je zato imela velik pomen, njene župljane pa so imenovali Halfcastes, saj so bili otroci mešanih zakonov med Latini in Sirijci.
Po besedah Georgea Jefferyja, čeprav nekateri domnevajo, da je ta stavba sama cerkev sv. Jurija Latinskega iz 14. stoletja, ni na voljo nobenih dokazov za takšno identifikacijo in ta teorija spregleda dejstvo, da čeprav stavba precej spominja na srednjeveško cerkev po videzu ne ustreza nespremenljivemu načrtovanju tovrstnih stavb. Namesto da bi ležala v smeri vzhod - zahod, je zgrajena v smeri sever - jug na način, ki bi bil do morda obdobja beneške vladavine skoraj nemogoč.
Stavba je bila prezidana kot turška kopel med letoma 1571 in 1590 v prvih letih osmanske vladavine na otoku. Pripadala je fundaciji Mustafa paše in posamezniki so jo najeli pri fundaciji v upravljanje. Na primer, zapisano je, da je janičar Hacı Mehmed Racil leta 1593 najel kopel za 16 let. V osmanskem obdobju je bilo to priljubljeno družabno središče, kjer so se družile ženske, izmenjevale novice in jedle. Leta 1891, ko so razstavljali marmorne plošče v delu "sıcaklık", se je izkazalo, da je ena od plošč srednjeveški nagrobnik in je bila prestavljena v muzej. Prvotni kotel kopeli je bil kamnit, ko pa se je upravljavec pritožil, da potrebuje preveč drv za ogrevanje in da zmanjšuje dobiček, ga je zamenjal z bakrenim.
Kopališče je bilo v letih 2007 in 2008 obnovljeno s pomočjo UNDP (United Nations Development Programme – Program ZN za razvoj) in USAID (United States Agency for International Development – Agencija Združenih držav za mednarodni razvoj), pri čemer je uporabljena tehnika poudarila prvotne lastnosti kopeli.

## Arhitektura
Kopališča je sestavljeno iz treh delov: soyunmalık, kjer se stranke slečejo, ılıklık, kar pomeni 'toplo' in sıcaklık, kar pomeni 'vroče mesto'. Po besedah Haşmeta Muzafferja Gürkana je del soyunmalık sestavljen iz originalnih ostankov latinske cerkve. V območju sıcaklık, ki velja za glavni del kopališča, sta velika kupola in osrednja masažna ploščad. Lesena stavba ima eno nadstropje. Vhodni lok ima gotske reliefe in dekorativne elemente, saj je ostanek latinske cerkve, skupaj z okenskimi policami v delu soyunmalık. 

## Trenutna uporaba
Stavba je v lasti Evkaf Administration, neprofitne organizacije, natančneje Lala Mustafa Paşa Vakfı. Je edino izvirno turško kopališče, ki deluje na Severnem Cipru. Je pomembna atrakcija za turiste, ki jo uporabljajo za doživetje tradicionalne turške kopeli. Ponuja tradicionalne metode pilinga in masaže z aromatičnimi olji in peno. Ciprski Turki sami ne kažejo velikega zanimanja za kopališče. Nekaj ur je rezerviranih za domačine, nekaj pa za turiste; ure za domačine so spolno ločene, saj so nekateri dnevi rezervirani za ženske, drugi pa za moške, tisti za turiste pa ne.